# X-Men (Marvel)
De X-Men zijn een fictieve groep van superhelden uit een serie gelijknamige comics van Marvel Comics, bedacht door schrijver Stan Lee en tekenaar Jack Kirby.
Het X-Men-universum heeft zich inmiddels uitgebreid naar film en televisie, waaronder de animatieseries X-Men: The Animated Series en X-Men: Evolution, alsmede bioscoopfilms.

## Achtergrond
De strip draait om maatschappelijke problemen als discriminatie. Oorspronkelijk was het vooral de metafoor voor racisme tussen blank en zwart maar later kregen ook andere vormen van discriminatie aandacht.
In het X-Men universum zijn mutanten gehate buitenbeentjes. Mutanten (Homo superior) zijn mensen geboren met het X-gen dat ze bijzondere krachten geeft die 'normale' mensen (Homo sapiens) niet hebben. Deze mutanten worden vanwege hun bijzondere gaven gevreesd en gehaat.
Omdat wetenschappers de mutanten zien als de volgende stap in de menselijke evolutie, worden ze gezien als bedreiging voor gewone mensen. De spanningen tussen mutanten en mensen lopen vaak hoog op, vooral door situaties waarin mutanten (zoals Magneto en Apocalypse) hun gaven gebruiken voor misdaden.
De X-Men werden gevormd door Professor Charles Xavier, beter bekend als Professor X. Charles Xavier is een rijke mutant die een speciale school heeft opgericht waar jonge mutanten kunnen leren met hun gaven om te gaan en zichzelf te verdedigen. Hun vaste tegenstander is Magneto, een voormalige vriend van Charles Xavier die eveneens een groep van mutanten heeft opgericht: de Brotherhood of Mutants.
De X-Men stripboekenserie was een van de eerste stripseries met een multiculturele groep van hoofdpersonen. Oorspronkelijk bestonden de X-Mannen alleen maar uit Amerikaanse hoofdfiguren, maar later kwamen o.a. Wolverine uit Canada, Storm uit Afrika, Colossus uit Rusland en Nightcrawler uit Duitsland erbij. Ook personages uit andere etnische minderheden werden erbij betrokken.
De naam van het team wordt vaak toegeschreven aan het feit dat mutanten hun speciale gaven danken aan hun “X-Factor”-gen (een woord bedacht door Professor X). Co-bedenker Stan Lee bevestigde in zijn boek Son of Origins of Marvel Comics dat hij de naam had bedacht nadat Marvel uitgever Martin Goodman Lee’s eerste keus, “The Mutants”, afwees. Als toevoeging aan zijn “officiële”verklaring, wordt van de X-Men vaak beweerd (zowel binnen het Marvel Universum als door lezers van de strip) dat ze zijn vernoemd naar de oprichter Charles Xavier. In Uncanny X-Men #309 beweerde Xavier echter dat de naam X-Men nooit bedoeld was als verwijzing naar hemzelf.

## Geschiedenis
Het allereerste X-Men team bestond uit Beast, Jean Grey, Iceman, Archangel en Cyclops, alle vijf studenten van Professor Xavier. Zij waren vijf van zijn eerste studenten op de door hem opgerichte school en op het moment dat de X-men werden gevormd, waren ze nog tieners. In de eerste X-Men strips kwam het team al in conflict met hun aartsvijand Magneto en zijn Brotherhood of Mutants, die op dat moment bestond uit Quicksilver, Scarlet Witch, Mastermind en Toad. Eén nieuwe X-Man werd geïntroduceerd, Mimic, maar deze werd al snel van Xaviers school gestuurd vanwege arrogant gedrag.
Deze eerste X-Men strips waren niet erg populair en na 66 nummers werd de serie stopgezet. Nadien volgden herdrukken van de oorspronkelijke avonturen.
In 1975 bedacht schrijver Chris Claremont een heel nieuw concept voor het team. In plaats van tieners bestond de door hem ontworpen groep uit volwassen mutanten uit allerlei culturen. Dit concept bleek wel populair en de stripserie werd weer voortgezet. Het nieuwe team werd geleid door Cyclops, een van de originele leden. Vormgegeven door tekenaar Dave Cockrum (alsmede vele andere personages die goed aansloegen bij het publiek), bestond het nieuwe team uit personen van verschillende nationaliteiten: Nightcrawler uit Duitsland, de Apache Thunderbird, de Russische stalen reus Colossus, wind-rijder Storm uit Kenia, het Canadese heethoofd Wolverine (die al eerder was bedacht als vijand voor de Hulk en nu gebruikt mocht worden voor deze serie) en de Ierse Banshee. Veel van deze nieuwe X-mannen hadden veel succes bij de fans, vooral Wolverine, die snel zou uitgroeien tot een van de populairste personages. Met het schrijver/tekenaarsteam Chris Claremont/John Byrne werd er een verhaallijn opgezet van spaceopera achtige proporties met een climax waarbij een X-man het leven liet. Deze menselijke en ontroerende (soms ook grappige)'echte' manier van vertellen sloeg aan bij het publiek en de X-men kregen een speciaal plekje in de lezers' hart. Ook personages als Jubilee, Gambit en Rogue droegen bij aan de populariteit van de strip.
In de jaren 80 leidde de steeds grotere populariteit van de strips tot verschillende spin-offs, de X-Books genoemd. Zo verschenen onder andere “The New Mutants” , "X-Factor"en een soloserie voor Wolverine. Naarmate de serie steeds grimmiger werd besloot Chris Claremont sommige personages eruit te halen en ernaast een ietwat gemoedelijke serie te schrijven over een groep buitenbeentjes genaamd Excalibur, waarvoor hij Kitty Pryde, (Shadowcat) Kurt Wagner (Nightcrawler)en Rachel Summers (Phoenix 2) gebruikte. Deze serie werd lang niet zo populair vermoedelijk zonder de powerhouses zoals Colossus, en Wolverine. 
In begin jaren 90 werd er na een lange verhaallijn met opgejaagde mutanten een terugslag bereikt door de meest oorspronkelijke mutanten van de groep en een paar nieuwe (Gambit , Rogue en  Jubilee) (in plaats van Nightcrawler, Rachel en Shadowcat die werden overigens jaren later ook weer teruggevorderd) weer samen te voegen. Dit werd gedaan in samenwerking met Jim Lee, evenals John Byrne begenadigd met een uitzonderlijk tekentalent, en wederom was de populariteit van de strip een daverend succes. Nu de mutante Superhelden elkaar hadden terug gevonden werd er tegelijkertijd een einde gebreid aan Chris Claremont's run op het team en nieuwe gegadigden boden zich aan.
Geïnspireerd door de filmversie van de X-Men en het dumpen van de "kindvriendelijke" code maakte Marvel wederom een nieuwe omslag
met de serie. Tot nog toe was de serie te braaf met verhaallijnen en bloedvergieten en bleef het net als vele andere series van
Marvel in een gezapelijk sfeertje hangen altijd terugkerende in dezelfde status quo. Nu kon er op grote schaal veranderingen worden aangebracht in het "Marvel-Universum" die ook nodig waren gezien de financiële situatie van de stripmarkt in die tijd.
Te beginnen met een verhaallijn over de aanval op het zgn. mutanten eiland Genosha: 15 miljoen doden. Het thema mutantenangst werd zo groot dat de X-Men wel moest ingrijpen en zich openbaar maakt en scholen sticht op de gehele wereld en zich uiteindelijk als eigen volk gaat beschouwen en de politiek in moet om alle mutanten ter wereld te beschermen. Met name de oudste leider van de X-Men neemt die verantwoordelijkheid op zich. Resultaat: een leger X-Men met oude hervormde vijanden die zich net als Magneto aansluiten bij de X-men omdat ze allemaal vroeg of laat inzien dat de wereld een stuk gevaarlijker geworden is en ze zich niet meer kunnen veroorloven om hun eigen gang te gaan.
Hoewel de populariteit van de X-men het vaak moet hebben van goede tekenaars, is de creativiteit van het schrijversvak net zo belangrijk. De serie bevat tegenwoordig zoveel verschillende mutante leden in verschillende series dat het thema X-men niet eens meer een mutant superheldengroepje betreft dat de wereld beschermt tegen stank en dank. In plaats daarvan is het thema verschoven naar een mutante samenleving met legers en scholen en overlevingsdrang en hoe men zich daarin vinden kan.

## De verhaallijnen

### Het begin
De X-Men worden opgericht door Charles Xavier. Oorspronkelijk bestaat het team uit Scott Summers (Cyclops), Warren Worthington III (Archangel), Henry 'Hank' McCoy (Beast), Bobby Drake (Iceman) en Jean Grey (Marvel Girl). In de loop van de jaren 60 worden nog wat X-Mannen aan het rooster toegevoegd, maar in de eerste "Giant Size X-Men: Deadly Genesis" wordt een echte nieuwe lichting geïntroduceerd. Tijdens een missie naar het eiland Krakoa worden de oorspronkelijke X-Men gevangen en komt een tweede team hen redden. Dit team introduceert Wolverine, Peter Rasputin (Colossus), Kurt Wagner (Nightcrawler) en Ororo Munroe (Storm). Ook maken de lezers dan voor het eerst kennis met Sean Cassidy (Banshee) die later met dr. Moira McTaggert op Muir-island gaat werken.

### Extinction
De zus van Charles Xavier, Cassandra Nova weet via een achterneef van Bolivar Trask twee oude wilde Sentinels te herprogrammeren om Genosha, het mutantenparadijs, te vernietigen, daarbij komen 16 miljoen mutanten om het leven.

### Days of Future Past
In de dystopische toekomst waarin de verhaallijn Days of Future Past zich afspeelt, worden de Verenigde Staten van Amerika gedomineerd door Sentinels. Bijna alle superhelden van het land worden door deze robots gedood; de weinige overlevenden mutanten zijn Storm, Wolverine, Magneto, Rachel Summers, Franklin Richards, Kitty Pryde en Colossus. Zij beseffen dat het verleden veranderen de enige manier is om de apocalystische toekomst waarin ze leven te voorkomen. Dientengevolge reist Kitty Pryde terug in de tijd en neemt bezit van het lichaam van haar jongere zelf in het heden om de moord op senator Kelly te voorkomen.

### House of M
Als Wanda Maximoff (alias The Scarlet Witch, dochter van Magneto) een zenuwinzinking krijgt vernietigt ze eerst een deel van de Avengers om vervolgens door haar vader naar het verwoeste Genosha afgevoerd te worden waar hij samen met Charles Xavier probeert haar geest te herstellen. Omdat dit niet lukt wordt een bijeenkomst gehouden waarbij de Avengers en de X-Men over het lot van Wanda zullen beslissen. Pietro Maximoff (alias Quicksilver, zoon van Magneto) grijpt echter in en haalt zijn zus over de werkelijkheid te veranderen. Als gevolg hiervan verandert de wereld in een Mutantenparadijs onder leiding van Magneto en zijn familie (The House of Magnus). Wanda heeft iedereen gegeven wat ze het liefste wilden. Zo heeft Peter Parker (Spiderman)zijn eerste liefde Gwen Stacey (die was overleden als gevolg van een reddingsactie door Spider-Man) terug en heeft met haar een kind. De enige die doorheeft wat er aan de hand is, is Wolverine. Omdat hij zijn leven lang zijn geheugen kwijt is geweest was zijn diepste wens zijn geheugen terug te krijgen waardoor hij zich de gebeurtenissen van voor 'House of M' herinnert.
Met behulp van andere superhelden die hun geheugen weten terug te krijgen wordt een einde gemaakt aan het 'House of M'-incident, maar dat einde komt pas als Wanda zegt: "Geen mutanten meer". De wereld keert terug naar de situatie van voor 'House of M' maar nu is een groot deel van de mutanten op aarde zijn krachten kwijt.

### Decimation / M-Day
Er blijft nog maar een handje vol mutanten over dat, na een uitnodiging van Cyclops (na het vertrek van Storm en de vermissing van Xavier is de baas van de X-Men), onderdak zoekt bij het Xavier instituut. Onder de slachtoffers die hun krachten kwijt zijn bevinden zich Magneto, Quicksilver, Jubilation Lee en The Blob, Charles Xavier wordt vermist. De 198 overgebleven mutanten komen naar het instituut en worden daar bewaakt door met mensen bemande Sentinel-robots onder het gezag van 'The O*N*E' (office of national emergency).

### Gevolgen House of M
Niet alleen raakt een groot aantal mutanten hun krachten kwijt er zijn ook andere gevolgen. Zo wordt Onslaught weer tot leven gewekt en keert Apocalypse terug. Ook op andere vlakken is de invloed van "House of M" voelbaar, tot aan de demonische onderwereld Limbo toe.

### The collective
De energie van de ontkrachte mutanten keert terug naar aarde waar het in de vorm van Xorn (een mutant die eerder de identiteit van Magneto aangenomen had), Alpha Flight (een Canadees superheldenteam waar ook Wolverine toebehoorde) vernietigt en uiteindelijk Magneto zijn krachten teruggeeft.

### Son of M
Quicksilver besluit naar de maan te reizen om daar de Terrigen-kristallen van de Inhumans af te pakken. Met deze kristallen worden de "Terrigen-Mists" opgewekt die de inhumans hun superkrachten geven. Quicksilver hoopt dat de kristallen de mutanten ook hun krachten terug kunnen geven. Dit doen ze ook, maar ze hebben bijeffecten die niet voorzien waren.
Omdat de kristallen zijn gestolen reizen de inhumans naar de aarde onder leiding van hun koning Black-Bolt. Daar worden ze bijgestaan door de Fantastic Four maar weet uiteindelijk het Amerikaanse leger de hand te leggen op de kristallen. Omdat ze de kristallen niet terug willen geven verklaart Black-Bolt de oorlog aan de aard-mensen (zie hiervoor de "Silent War" miniserie)

### Civil War
Ondertussen wordt door Reed Richards (Mr Fantastic) en Tony Stark (Iron Man) gewerkt aan een plan om superhelden te registreren bij de overheid. Als een jong superheldenteam (New Warriors) tijdens een reality show een gevecht met superboeven zo uit de hand laat lopen dat er honderden burgerslachtoffers vallen wordt de Superhuman Registration Act aangenomen, die superhelden verplicht hun identiteit bij de overheid te registreren. De superheldengemeenschap raakt echter diep verdeeld en er ontstaat een burgeroorlog tussen voorstanders (onder leiding van Iron Man) en tegenstanders (onder leiding van Captain America) van de wet. Ondertussen komt Spiderman erachter dat zowel superhelden als superschurken gevangen gehouden worden wanneer ze hun identiteit niet willen prijsgeven. In een dramatische persconferentie onthult Spider-Man dat hij eigenlijk Peter Parker is in de hoop de aandacht te vestigen op dit gevangeniskamp en de rechten van de mens die in gedwang gekomen is, waardoor zijn vijanden nu weten wie hij is en hem nu proberen uit te schakelen waarbij zijn tante uiteindelijk wordt neergeschoten. Uiteindelijk weten de voorstanders te winnen en wordt Captain America gearresteerd en bij een aanslag later ook nog eens doodgeschoten.

### Een Nieuw Begin
De nasleep van de "Schism" verhaallijn, (de angst van binnenin) met de ruzie van Cyclops en Wolverine leidt tot het opnieuw beginnen en opbouwen van het originele schoolgebouw en voormalig hoofdkwartier van de X-Men door Logan met support van Kitty Pryde, Iceman en Beast. Het instituut "The Jean Grey School For Higher Learning" opent zijn deuren in laat november 2011, in de nieuwe serie "Wolverine and the X-Men". Dit vindt plaats omdat Wolverine vindt dat Cyclops alle jonge mutanten als leger gebruikt
en hij ze een kans wil gunnen op een normale jeugd en een normaler leven met een betere voorbeelden.

## De strips
Inmiddels bestaan er verschillende stripseries over de X-Men. Deze series sluiten niet allemaal op elkaar aan. Vaak verschilt de teamsamenstelling per serie (zie ook sjabloon rechtsboven). Bekende stripseries rond de X-Men zijn:
Uncanny X-Men(1963 – heden). 
 Dit was de originele X-men stripserie waarmee het allemaal begon. Deze strip werd aanvankelijk in maart 1970 stopgezet nadat er 66 delen waren verschenen, maar in mei 1975 werd hij weer opgestart. De naam “Uncanny” werd in oktober 1978 toegevoegd aan de titel en is sindsdien gebleven.
Astonishing X-Men(1995 – heden) 
 Deze stripserie verscheen oorspronkelijk als een vierdelige serie ter vervanging van “Uncanny X-Men” (beide door tekenaar Joe Madureira). In dit verhaal werd professor X 20 jaar geleden vermoord waarna Magneto, uit respect voor zijn oude vriend, zijn eigen X-Men team oprichtte. Na de vier delen verscheen in 1999 een nieuwe strip getiteld Astonishing X-Men waarin professor X nog leeft, maar het grootste deel van de X-Men het team verlaten na een conflict met hem. In 2004 werd Astonishing X-Men de naam van de op dat moment lopende X-Men stripserie.
X-Men vol. 2(1991 – heden)
 Deze serie liep aanvankelijk 10 jaar. Daarna werd in 2001 de titel gewijzigd in New X-Men (niet dezelfde als hieronder beschreven), totdat dit in 2004 weer opnieuw werd veranderd in X-Men.
X-Men Legacy(2008 - heden)
Deze serie volgde in het begin de gedachtes van Charles Xavier in een periode toen hij herstellende was van een schotwond in zijn hoofd. Door geheugenverlies moest hij herinneringen van zichzelf via anderen vinden en begon een zoektocht weg van de X-Men. Daarna werd deze serie een platform voor de X-Man Rogue waarin het leven van haarzelf en anderen een ietwat meer diepgang kreeg.
New X-Men(2004 - heden)
 Deze serie stond eerst bekend als “New X-Men: Academy X” en is een voortzetting van de stripserie “New Mutants”. Daar waar de meeste X-men strips zich concentreerden op de oudere X-mannen stonden in deze strip vooral de jongere studenten van het Xavier Instituut centraal. Van de oorspronkelijke studenten zijner na M-day nog 27 over.
Ultimate X-Men(2001 – heden)
 Deze serie speelt zich af binnen het Ultimate Marvel universum en staat daarmee los van alle andere strips. De strip is grotendeels hetzelfde als de overige X-Men strips qua verhaal en opzet. Ook worden de mutanten in de strip gezien als een etnische minderheid. In de strips wordt een beeld gegeven van tieners die hun weg zoeken in een steeds veranderende wereld, een wereld trouwens die hen wantrouwt en vervolgt, en ondertussen te maken met hedendaagse tienerproblemen zoals homoseksualiteit, kalverliefdes en hormonen.
616 X-MenDe huidige series die zich in het gewone (616) Marvel Universum (MU) afspelen zijn: X-Men, Uncanny X-Men, New X-Men en Astonishing X-Men. Deze titels werken met eigen teams die elkaar af en toe ontmoeten en parallel opereren.

## Nederlandse Uitgave

### Classics Nederland
De strips van Marvel Comics werden voor het eerst in Nederland uitgegeven door Classics Nederland met het verschijnen van de reeks Hip Comics in 1966. In dit tijdschrift, bedoeld om Marvels superhelden in Nederland meer bekendheid te geven, werden verhalen van helden als de X-Men, Spiderman en de Fantastic Four gedrukt. De X-men waren vanaf 1967 de titelhelden van 15 van de in totaal 169 uitgaven. In 1971 besloot de uitgever dat de superhelden voldoende bekendheid hadden voor een eigen serie, waarna Hip Comics werd stopgezet. Verdere verhalen van de X-Men verschenen vanaf 1972 in het blad X-mannen Classics, die met de nummering begon bij 16. Nummer 28, het laatste nummer van deze reeks, verscheen in 1974.

### Juniorpress
In 1979 en 1981 waren de X-Men enkele keren te zien in uitgaven van de Fantastic Four, Spiderman en Dazzler van Juniorpress en Oberon. In 1981 was het derde deel van de reeks Marvel Super-helden gewijd aan de X-Men, en in 1982 ging het tijdschrift (Juniorpress presenteert:) De X-Mannen van start. Deze serie bleef lopen totdat uitgeverij Juniorpress in 2007 haar rechten om Marvelstrips in het Nederlands uit te geven verloor. De jaargangen 1988 tot 2003 zijn ook gebundeld uitgegeven. Van 1992 tot 2003 verscheen eveneens X-Mannen Special, waarvan in totaal 50 uitgaven zijn verschenen. Hiervan zijn de jaargangen 1992 tot 1997 ook in gebundelde vorm verschenen.

### Z-Press
Omdat Z-Press meer bood voor het mogen uitgeven van de serie stopte Juniorpress na ruim 24 jaar en werd sinds april 2007 de Nederlandse stripuitgave van de X-Men (voorheen X-Mannen) verzorgd door Z-Press. De verhaallijn werd door Z-Press vanaf "X-Men: Supernovas" opgepakt en de Nederlandse nummering liep door vanaf #297 zoals die voorheen bij Juniorpress was. #300 was een extra dikke uitgave waarin de miniserie "Deadly Genesis" werd herdrukt. Na slechts 25 nummers stopte Z-Press met uitgeven van X-men in week 45 november 2009, het laatste nummer was #321 "Gehaat en gevreesd". In 2010 en 2011 gaf Nona Arte in Nederland Marvelstrips uit. De X-Men kwamen voor in het album Marvel 1602 (2011).

## Filmreeks
Pogingen om een film over de X-Men te maken begonnen al in 1980, maar het plan ging niet door. Wel verscheen er in 1996 een televisiefilm gebaseerd op de X-Men spin-off Generation.
Bioscoopfilms geordend op verschijningsdatum:
- X-Men (2000)
- X2: X-Men United (2003)
- X-Men: The Last Stand (2006)
- X-Men Origins: Wolverine (2009)
- X-Men: First Class (2011)
- The Wolverine (2013)
- X-Men: Days of Future Past (2014)
- X-Men: Apocalypse (2016)
- Logan (2017)
- Dark Phoenix (2019)
- The New Mutants (2020)

(Gedetailleerde informatie op de Wikipediapagina X-Men (filmserie))

### X-Men originele trilogie (2000–2006)
In 2000 besloot Marvel Comics, de uitgeverij die de X-Men comics publiceert, films van het genre te maken om de wereld ervan op de hoogte te houden dat de mutanten er nog steeds waren. De film X-Men werd geregisseerd door Bryan Singer en werd een groot succes. In 2003 en 2006 kreeg de eerste film twee sequels getiteld X2 en X-Men: The Last Stand.

### Wolverine trilogie (2009–2017)
In 2009 verscheen de eerste spin-off over Wolverine; X-Men Origins: Wolverine, over zijn verleden vanaf zijn geboorte in de 19e eeuw. In 2013 verscheen The Wolverine, chronologisch gezien speelt deze film zich af na X-Men: The Last Stand. In 2017 verscheen Logan, deze film speelt zich af in een post-apocalyptische toekomst.

### X-Men prequelfilms (2011–2019)
In juni 2011 verscheen de prequel, X-Men: First Class, die zich afspeelt tijdens de Cubacrisis van 1962. In 2014 verscheen X-Men: Days of Future Past, met acteurs uit X-Men First Class en de eerste films, als de jonge en oude versies van dezelfde personages. 
In mei 2016 verscheen de film X-Men: Apocalypse, over de buitengewoon sterke mutant Apocalypse en zijn vier "ruiters". 
In 2019 verscheen Dark Phoenix, in deze film worden Jean Grey’s krachten steeds sterker te worden, maar wordt zij daarmee ook instabieler en kwaadaardiger.

### Overige spin-offs
In februari 2016 verscheen de op zichzelf staande spin-off Deadpool.
In 2020 verscheen The New Mutants over vijf jonge mutanten die ontdekken dat zij over verschillende superkrachten bezitten. Zij worden enkel opgesloten in een geheime inrichting en moeten samen hun krachten bundelen om te kunnen ontsnappen. 
Er waren plannen om na de eerste Wolverine spin-off meerdere X-Men Origins te produceren. Zo was er een script voor een spin-off over Magneto, maar deze film is niet gemaakt. Het script is deels opgenomen in X-Men: First Class.

### X-Men in de films
Professor X heeft een school voor mutanten opgezet genaamd: X-Mansion. Cyclops, Storm, Emma Frost en Jean Grey waren een paar van zijn eerste leerlingen. Later worden Cyclops en Storm leraren en Jean Grey de school dokter. Wolverine komt naar de school toe om vragen te stellen over zijn verleden.
Tergelijkertijd komt de school in gevecht met de vijand Magneto met zijn Brotherhood of Mutants. De student Pyro stapt over naar de Brotherhood of Mutants. In een gevecht bij een dam, breekt de dam door en wil de helikopter niet opstarten. Jean Grey offert zich op en verdwijnt in het water. Cyclops, de vriend van Jean Grey, gaat terug naar het meer en ziet dat Jean Grey terugkomt als de Dark Phoenix. Cyclops wordt door haar vermoord. De Dark Phoenix sluit zich aan bij de Brotherhood of Mutants en vermoordt ook Professor X.
Storm wordt de nieuwe schoolhoofd. De oudere studenten Colossus, Iceman, Shadowcat en Wolverine vormen nu de X-Men. Ze krijgen ook steun van Beast, Nightcrawler en Angel. Ze verslaan de Brotherhood of Mutants, maar daarvoor moest Wolverine wel de Dark Phoenix/Jean Grey vermoorden.
De school is weer veilig en er komen nieuwe leerlingen zoals Leech.

### Studenten
NB: het gaat in de tabellen hieronder vooral om de filmchronologie. In de oorspronkelijke Marvel strips uit de jaren 60 bestond de eerste generatie uit Cyclops, Marvel Girl, Iceman, Beast en Angel. Uiteraard geleid door Professor X.
De tweede generatie uit de jaren 70 bestaat uit Cyclops, Jean Grey, Storm, Wolverine, Nightcrawler en Colossus. Andere personages dienen zich al snel aan en het team kent in de jaren daarna steeds wisselende samenstellingen, waarbij altijd ten minste twee van de kernpersonages deel uitmaken van het team.
| Generatie    | Naam Student  |
| ------------ | ------------- |
| 1e Generatie | Cyclops (†)   |
| 1e Generatie | Jean Grey (†) |
| 1e Generatie | Storm         |
| 1e Generatie | Beast         |
| 1e Generatie | Emma Frost    |
| 1e Generatie | Banshee       |
| 1e Generatie | Quicksilver   |

| Generatie    | Naam Student               |
| ------------ | -------------------------- |
| 2e Generatie | Iceman                     |
| 2e Generatie | Pyro                       |
| 2e Generatie | Colossus                   |
| 2e Generatie | Shadowcat                  |
| 2e Generatie | Rogue                      |
| 2e Generatie | Jason Stryker (Mutant 143) |

| Generatie    | Naam Student      |
| ------------ | ----------------- |
| 3e Generatie | Siryn             |
| 3e Generatie | Artie Maddicks    |
| 3e Generatie | Jubilee           |
| 3e Generatie | Jones             |
| 3e Generatie | Flea              |
| 3e Generatie | Danielle Moonstar |
| 3e Generatie | Hellion           |

| Generatie    | Naam Student |
| ------------ | ------------ |
| 4e generatie | Leech        |

- Alle schuingedrukten zitten niet meer op school.
  - (†) = Overleden.
- 1e Generatie:
  - studenten in: X-Men Origins: Wolverine.
  - Storm, Cyclops en Jean Grey zijn leraren geworden.
  - Emma Frost is onbekend.
- 2e Generatie:
  - studenten in: X-Men en X2.
  - Nu allemaal lid van de X-Men.
  - Pyro is overgestapt naar de Brotherhood of Mutants.
  - Jason Stryker (Mutant 143) is teruggegaan naar zijn vader William Stryker.
- 3e Generatie:
  - studenten in: X-Men, X2 en X-Men: The Last Stand.
- 4e Generatie:
  - studenten in: X-Men: The Last Stand.

### Leraren
| Schoolhoofd                                   | Leraren     |
| --------------------------------------------- | ----------- |
| Storm                                         | Wolverine   |
| Professor X (Leeft nog, zie einde derde film) | Beast       |
|                                               | Cyclops (†) |
| Jean Grey (†)                                 |             |

- (†) = Overleden.
- Ook Nightcrawler en Angel zijn vaak op de school.

## X-Men in andere media
- De X-Men maakten hun tv debuut in de animatieserie Marvel Super Heroes. In deze serie bestond het team uit de originele vijf leden + professor X. Ook de Fantastic Four kwamen in deze serie voor omdat Grantray-Lawraence Animation, het bedrijf dat de series maakte, niet de rechten had om de Fantastic Four in hun eigen televisieserie te laten verschijnen.
- The X-Men hadden geregeld gastoptredens in Spider-Man and His Amazing Friends. Vooral Iceman en Firestar traden hierin geregeld op samen met Spider-Man.
- In 1989 verscheen er een enkele aflevering getiteld “Pryde of the X-Men”, die de start zou moeten zijn van een animatieserie. De serie werd nooit gemaakt en het bleef bij die ene aflevering.
- In 1992 verscheen de animatieserie X-Men. Het team in deze serie bestond uit Beast, Cyclops, Gambit, Jean Grey, Julilee, Professor X, Rogue, Storm en Wolverine, met gastoptredens van Bishop en Cable. De serie was een groot succes en liep vijf seizoenen.
- In 2000 verscheen de animatieserie X-Men: Evolution. Deze serie speelde zich af in een ander universum dan de strips. De meeste X-Men in deze serie waren nog tieners onder opleiding van Professor X. De serie liep 4 seizoenen.
- In 2007 volgde een derde animatieserie over de X-Men: Wolverine and the X-Men.